# Episemasia repugnata
Episemasia repugnata är en fjärilsart som beskrevs av Walker 1862. Episemasia repugnata ingår i släktet Episemasia och familjen mätare. Inga underarter finns listade i Catalogue of Life.